# Juguete rústico

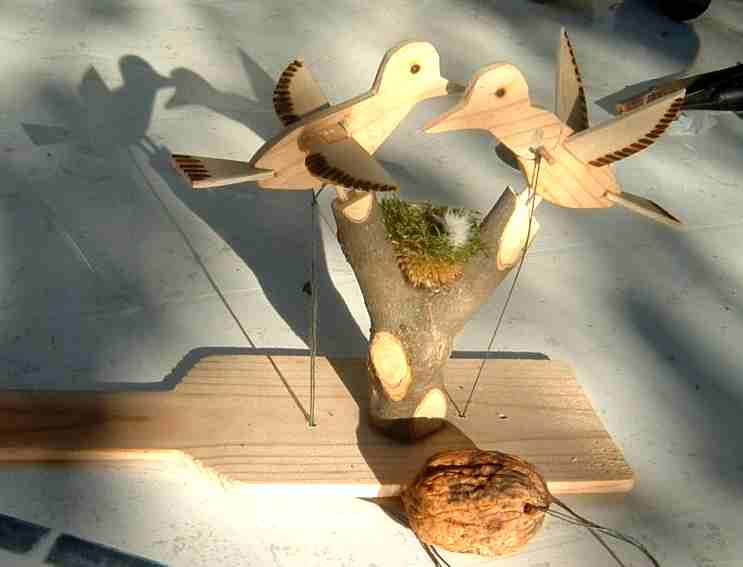
Un juguete "rústico".

El concepto de juguete rústico tiende a reagrupar todos los juguetes que, en todos los tiempos y lugares fueron fabricados por y para los niños con medios caseros. Los modelos se transmiten a través de los mayores, se modifican según los gustos y los recursos naturales de los entornos y de las estaciones, o se crean al paso de la imaginación de cada uno.

## ¿Por qué "rústico"?
Porque rus en latín significa el campo, y estos juguetes proceden esencialmente del medio rural. La palabra rústico conserva pues aquí su significado noble, el que nos devuelve a nuestra raíces y nos relaciona con el medio natural.

## ¿Cómo se elaboran los juguetes rústicos?
Los juguetes rústicos son elaborados:
- casi exclusivamente con elementos naturales, sobre todo madera: ramas derechas (retoños, rebrotes), aquenios (cáscaras de nueces, bellotas), agallas o verduguillos, cortezas y rebuscas diversas ;
- a mano, como antiguamente lo hacían los pastorcillos ;
- con herramientas sencillas, primero la navaja, luego otras fabricadas a la medida: pirograbadores, punzones, etc.

## ¿Para qué sirve el juguete rústico?
- Para volver a conectarse con tradiciones y gestos milenarios.
- Para educar la mano: el júbilo del corazón y la inteligencia de la mano.
- Para dialogar con el entorno natural: en efecto, conviene conocer bien las maderas, las estaciones del año y los medios ambientes para realizarlo.
- Para ser autónomo en todo el proceso de fabricación: selección (y modificación personal) de los modelos, fabricación de las herramientas, construcción de los juguetes, práctica de los juegos que van con ellos.

## La actualidad de los juguetes rústicos
Debido a su adecuación a los gustos y a las necesidades universales de los niños, algunos han atravesado milenios y siguen inspirando las modas, sin hacerles la competencia ni sufrirla por parte de ellas.